# H-IIBロケット

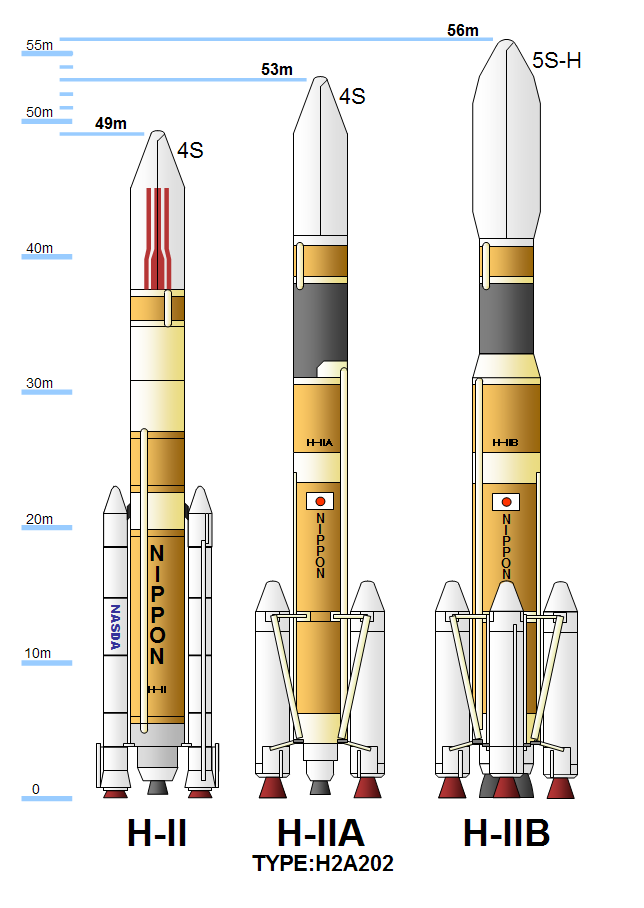
H-IIシリーズ

H-IIBロケット（エイチツービーロケット 、エイチにビーロケット、H2Bロケット）は、日本の宇宙航空研究開発機構（JAXA）と三菱重工業が共同開発し三菱重工が製造及び打ち上げを行った、宇宙ステーション補給機打ち上げ用液体燃料ロケット。使い捨て型のローンチ・ヴィークルで、運用中は日本の衛星打ち上げの自律性をになうロケットとして基幹ロケットに位置づけられていた。
H-IIAロケットの設備と技術を使い、H-IIA以上の能力を持つロケットとして日本で初めて官民が対等な関係で開発したロケットで、第1段エンジンを2基束ねた日本初のクラスターロケットでもある。2009年9月から2020年5月までに9機全ての打ち上げを成功させ、打ち上げ成功率100%を達成し運用を終了した。

## 開発の経緯

### 開発計画の変遷
日本は1994年の予備設計、1995年の概念設計を経て、1997年（平成9年）から国際宇宙ステーション（ISS）への物資補給を行なう宇宙ステーション補給機（HTV、H-II Transfer Vehicle）の開発を進めてきた。HTVの質量は当初15トンと設定され、H-IIAロケット標準型では打ち上げることができないため、1996年（平成8年）から打ち上げ能力がLEOに17t、GTOに7.5tのH-IIAロケット増強型（H2A212）の開発が進められていた。
H-IIA増強型（H2A212）は、H-IIA標準型とほぼ同じ第1段にLE-7Aを2基装備した液体ロケットブースタ（LRB）を1基追加する計画であったが、1999年（平成11年）のH-IIロケット8号機の失敗を受けて、H-IIAの開発は標準型を最優先にするため、一部の構造系及び電気系の開発を完了した時点で開発が凍結された。
増強型の見直しは2002年（平成14年）から行われ、HTVの質量が当初の15tから16.5tへと予定よりも若干増加していること、世界の輸送系の費用が低下してきていることを踏まえて、増強型の以下のような要因を改善する検討が官民共同で実施された。
- 諸外国でも数例しかない非対称な（回転対称にならない）ロケットとなり、その制御に若干の困難が予想される。
- 当時台頭が予想された外国の新型ロケットは、複数衛星打上げにより衛星1機あたりの打上げ費用を大幅に低減する方向であり、H-IIAロケット民営化後の重要な課題となり得たこと[12]。
- H-IIロケット8号機打ち上げ失敗の原因となったLE-7を改良したLE-7Aを3基も使用することで、その信頼性確保に難点がある。

この結果、2003年8月に宇宙開発委員会において、従来の計画の代替として、H-IIA標準型の要素を流用しつつも以下のような新設計の第1段を採用する新たな能力向上案、H-IIAロケット能力向上型（H-IIA+）が決定された。
- H-IIAの第1段機体を直径4 mから5 m級に拡張して主エンジンLE-7Aを2基装備する。
- 固体ロケットブースタ（SRB-A）を4本装着する。

こうしてH-IIAロケット能力向上型（H-IIA+）は2003年（平成15年）に「開発研究」が開始され、2005年（平成17年）にH-IIBロケットとなり「開発」フェーズへと移行した。これと同時にロケット開発における新たな官民の関係が確認され、H-IIBロケットは日本で初めて宇宙機関と民間企業が対等な形で開発を進めるロケットとなった。予定打ち上げ能力は低軌道（LEO）へ19,000 kg、HTV軌道（HTVが自力でISSへのランデブー飛行に移る前に、ロケットにより投入される低高度の楕円軌道）へ16,500 kg、静止トランスファ軌道（GTO）へ最大8,000 kgとされた。また、第1段機体を直径5m級に拡張するにあたって、5m案、5.2m案、5.4m案の3案が候補に上がり比較検討した結果、5.2m案が採用されている。
その後、打ち上げ能力の要求値であるHTV軌道16.5トンに対して余裕を持たせた16.7トンを目標値に開発が行われ、プロジェクト完了後の事後評価において、試験機の第2段推進薬の消費率が事前の予測通りであり、HTV軌道16.5トンを0.45トン上回る16.95トンの打ち上げ能力を持っていることが確認されている。
H-IIBロケットではH-IIAロケットと同じくSRB-Aが用いられているため、SRB-Aを4本使用したH-IIAロケット11号機の打ち上げをもって、SRB-A4本分の推力を受けるH-IIBロケット本体の強度の設計妥当性の確認が行われた。

### 開発費用
従来のロケット開発では、開発費全額が政府予算で賄われ、運用開始後はJAXAがロケット購入費用として製造費分を三菱重工に支払ってきた。一方、H-IIBロケットでは、開発費をJAXAと三菱重工がそれぞれ負担し、運用開始後は開発費の三菱重工負担分をH-IIBの販売価格に上乗せして回収する手法が採られた（開発費における三菱重工負担分は設備投資等の初期投資分である）。2003年8月時点では、JAXAが機体開発に108億円、設備開発に42億円を負担し、三菱重工が負担する50億円の計200億円を予定していた。その後、2006年5月時点ではJAXAが機体開発に136億円、設備開発に51億円を負担し、三菱重工が負担する76億円の計263億円になり、最終的にプロジェクト完了後の2010年9月21日時点では、実機型タンクステージ燃焼試験（CFT）の回数増加や油圧アクチュエータの設計変更などによる8億円の増加分も含め、JAXAが機体開発に144億円、設備開発に51億円を負担し、三菱重工が負担する76億円の計271億円になり、試験機1機147億円と合わせて合計418億円のプロジェクトとされている。
試験機を除いた開発費は、H-IIBロケットの271億円にH-IIAロケットの1,532億円やH-IIの2,700億円を加えても4,503億円と、諸外国のロケット開発費と比較しても低く抑えられている。H-IIBロケットの開発費の低さについて、H-IIAロケットプロジェクトマネージャであった遠藤守が「インクレディブル（信じがたい）というより、クレージー（あり得ない）なものだった」と語っている。

### 開発担当企業
JAXAと三菱重工の合同チームによって、開発計画とシステム仕様が策定されている。主要な開発担当企業は以下の通り。
- JAXA - システム仕様の設定、高リスクの開発試験（エンジン2基同時燃焼試験、試験機打ち上げ）、打ち上げ関連設備等の基盤整備を担当。
- 三菱重工業 - 詳細設計以降の開発の取りまとめ、製造設備等の整備を担当。
- IHI - LE-7Aターボポンプ、LE-5Bターボポンプを担当。
- IHIエアロスペース - 固体ロケットブースター、火工品、ガスジェット装置を担当。
- 川崎重工業 - フェアリングを担当。
- NEC - 誘導制御計算機、テレメーター送信機、レーダートランスポンダー、指令破壊受信機を担当。
- 日本航空電子工業 - 慣性センサーユニットを担当。
- 三菱プレシジョン - 制御電子パッケージ、レートジャイロパッケージを担当。
- 三菱スペース・ソフトウエア - 誘導プログラムを担当。

## 構成と諸元

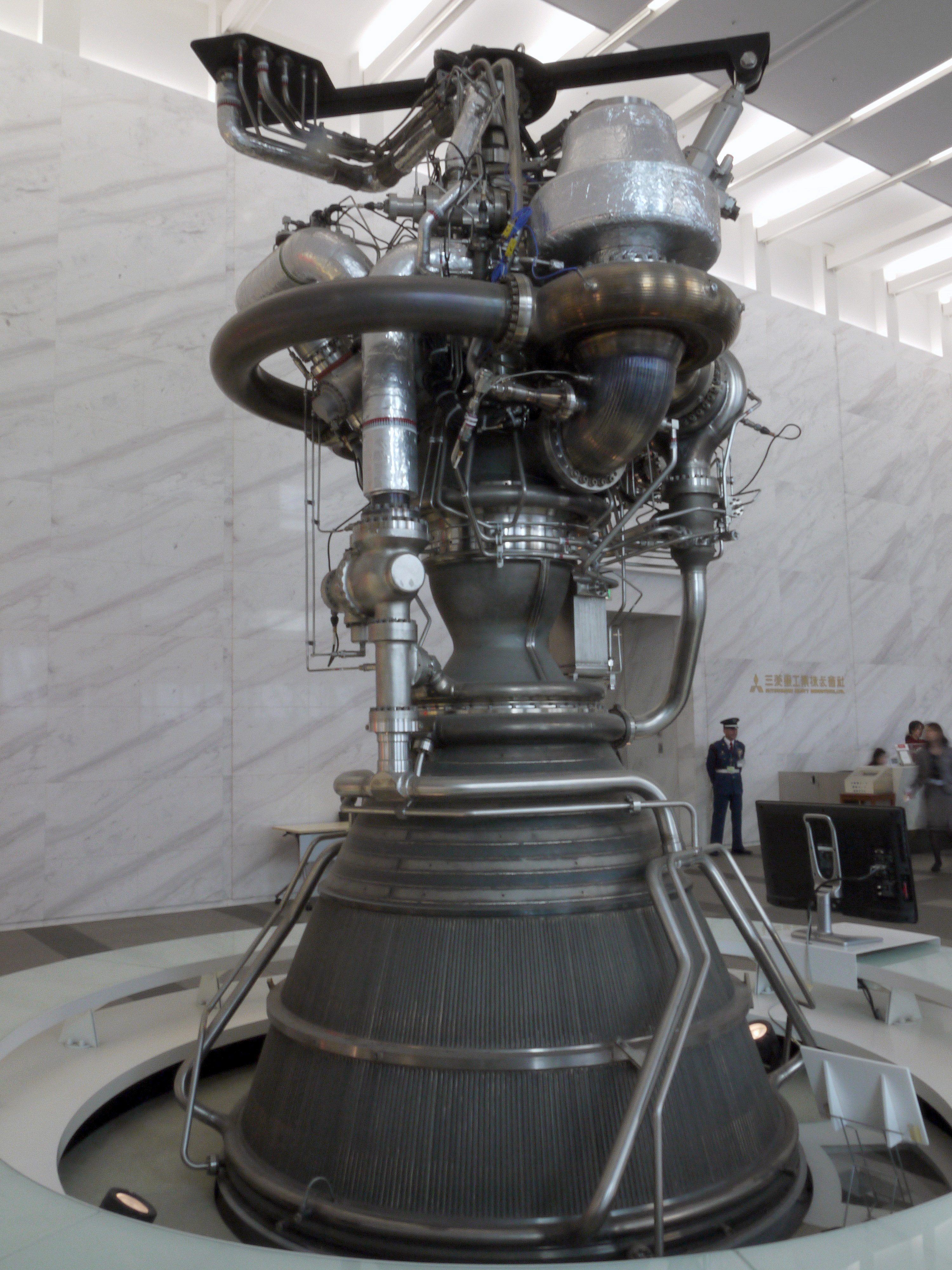
LE-7A液体燃料ロケットエンジン（三菱重工品川本社ビル）

| 各段               | 第1段                                                                                  | 固体ロケットブースタ               | 第2段 | 衛星フェアリング                      |
| ------------------ | -------------------------------------------------------------------------------------- | ---------------------------------- | --- | ------------------------------------- |
| 全長               | 38.2 m                                                                                 | 15.1 m                             | 10.7 m | 15.0 m (5S-H) 16.0 m (4/4D-LC)        |
| 外径               | 5.2 m                                                                                  | 2.5 m                              | 4.0 m | 5.1 m (5S-H) 4.0 m (4/4D-LC)          |
| 各段質量           | 202 t （段間部含む）                                                                   | 306 t （4本分）                    | 20 t | 3.2 t (5S-H) （アダプタ、分離部含む） |
| エンジン（モータ） | LE-7A （再生冷却長ノズル）                                                             | SRB-A3                             | LE-5B-2 | N/A                                   |
| 推進薬重量         | 177.8 t                                                                                | 263.8 t （4本分）                  | 16.6 t | N/A                                   |
| 推進薬種類         | LOX/LH2                                                                                | ポリブタジエン系 HTPBコンポジット  | LOX/LH2 | N/A                                   |
| 真空中推力         | 2,196 kN（224 tf） （エンジン2基）                                                     | 9,220 kN（940.8 tf） （最大4本分） | 137 kN（14 tf） | N/A                                   |
| 真空中比推力       | 440.0 sec                                                                              | 283.6 sec                          | 448.0 sec | N/A                                   |
| 燃焼時間           | 352 sec                                                                                | 114 sec （長秒時燃焼モーター）     | 499 sec | N/A                                   |
| 姿勢制御方式       | ジンバル                                                                               | 駆動ノズル                         | ジンバル ガスジェット装置 | N/A                                   |
| 主要搭載電子装置   | 誘導制御系機器 指令破壊システム レートジャイロパッケージ 横加速度計 VHFテレメトリ 電力 |                                    | 誘導制御系機器 慣性計測装置 レーダトランスポンダ（Cバンドトラッキング） テレメータ送信機（UHFテレメトリ） 指令破壊装置 （指令破壊システム、指令破壊コマンド受信機） 電力 | N/A                                   |

H-IIBロケットの部品総点数は約100万点である。H-IIAと同じく、材質は機体外壁と推進剤タンクとフェアリングがアルミニウム合金、SRB-AがCFRPであり、強度を確保したまま機体を軽量化するためにアルミ合金製の推進剤タンクの内面が格子状に抉られたアイソグリッド構造をしている。推進剤の温度は-250度℃となっており、この温度を維持するために燃料タンクの周りに断熱材（耐久温度は約120℃）が塗装されている。断熱材はスプレーにより約20mmの厚さに塗装されており、断熱材は元は白色であるが紫外線を浴びると橙色に変色する。
燃料、火薬類
7号機では、SRB-Aの固体推進薬は265.5t（4本合計の最大値、試験機では263.8t）、1段目の液化酸素は152.7t（最大値、試験機では150.7t）、1段目の液化水素は27.2t（最大値、試験機では27.0t）、2段目の液化酸素は14.1t（最大値、試験機では13.9t）、2段目の液化水素は3.1t（最大値、試験機では3.0t）となっている。この他に、1段目気蓄器の常温ヘリウムは84リットルが5個（最大予想作動圧力(MEOP)は30.8MPaG、試験機では83.5リットルが5個）、2段目気蓄器の常温ヘリウムは84リットルが2個（30.8MPaG、試験機では83.5リットルが1個）、2段目気蓄器の極低温ヘリウムは85.5リットルが3個（13.0MPaG、試験機では11.0MPaG）で、また、SRB-Aの分離モーター（最大値）とイグナイターの固体推進薬は合わせて206.3kg（試験機では203.9kg）、ロケット各段・SRB-A・ペイロード分離部・フェアリングの火工品は合わせて18.5kg（試験機では18.3kg）、2段ガスジェットのヒドラジンは108kg（最大値、試験機では72kg）、1段目エンジン部の作動油は84リットルが2個（試験機では83.5リットルが2個）となっている（以上試験機の数値は標準値）。
第1段機体
LE-7A（再生冷却長ノズル）型ロケットエンジン（推進剤：液体酸素/液体水素）をクラスター化し2基搭載、キャビテーション対策にインデューサの改良をした液体酸素ターボポンプを適用している。開発段階において一部メディアで、実質新規開発エンジン「LE-7B」を第1段に使用するとの誤報があった。LE-7Aは当初からクラスター搭載に対応して設計されており、H-IIBに使用されるLE-7AはH-IIA用とほぼ同一設計である。クラスター化に伴い、2基1組でないと作動しないということはなく、領収燃焼試験は1基ずつ行っている。クラスター化の開発には新規性があまりなく、次世代へのエンジン設計技術の継承にあまり役に立たなくて困ったという。
H-IIAからタンク直径を4mから5.2mに拡大、全長を1m伸長することにより推進薬量を約1.7倍に増大させている。従来よりタンクの溶接はTIG溶接（Tungsten Inert Gas(Welding Method)）で行われてきたが、MHI名古屋航空宇宙システム製作所によりロケットタンクの溶接では世界で初めて円周方向にもFSW（摩擦攪拌接合）が導入された。タンクドームにはMHI広島製作所にて開発された大型スピニング成型ドーム（これまでボーイングのみ実用化）が採用され国産化されている。
推進系では、エンジン2基に対しタンク底部から2系統独立した推進薬供給配管を適用し開発リスクを低減、バルブやアクチュエータ等のコンポーネントは極力H-IIAと共用とした。エンジンカバーはアルミ合金製セミモノコック構造で、楕円形に2機をまとめて覆っている。
段間部はH-IIAロケットと同じ炭素繊維複合材ハニカム構造で、長さが短縮され（円錐台形状のアルミ合金製セミモノコック構造の段間部アダプタがあるため）補強も行われている。試験機では白色塗料の耐熱コーティングがされていたが、2号機以降は削除し黒色にすることで、軽量化による打ち上げ能力の向上を図っている。
第2段機体
LE-5B-2型ロケットエンジン（推進剤：液体酸素/液体水素）を1基搭載。基本仕様は14号機以降のH-IIAロケット第2段と共通であるが、フェアリングの大型化に伴う応力の増加に対応して外板部の一部が補強された。2号機では第2段機体の制御落下実験を実施致するため、機体の改修（タンク加圧用ヘリウム気蓄器追加、2段エンジン再着火信号回路遮断機能追加、搭載機器等の熱対策、制御落下シーケンスの追加等）を行った。
制御落下は、主ミッション終了したのちに第2段機体をより安全に処置することを目的とし、地球1周回後に種子島から確認できる約300秒間にLE-5Bエンジンのアイドルモード燃焼（推力3%）で第2回燃焼を60秒間行い、機体を南太平洋へ落下させる。制御落下は日本のロケットとしては初めてで、試験機では確実な打ち上げを優先したため、その成果を踏まえ2,3号機で技術開発のための落下実験が行われた。南太平洋が落下地域に選ばれたのは、陸地から離れており、波が高く船舶がいないためで、また2段機体は地球2周目以降は電池が持たないので制御落下は地球1周回後の1度きりであり、GO/NOGO判断は機械が自動的に判断する。その後のHTVミッションの打上げでは、第2段制御落下を定常的に実施している。7号機と8号機には第2段機体の気蓄器の搭載箇所に円錐形をした「ロケット再突入データ取得システム」が取り付けてあり、第2段の破壊の様子や、再突入時やのデータを分離、再突入後に海面から送信する。
固体ロケットブースタ（SRB-A3）
IHIエアロスペースが製造する固体ロケットブースタでH-IIAロケットと共通。SRB-A3を4本装着する。H2A204と同じく長秒時型モータを使用し最大動圧を低減する推力パターンをもつ。2号機の打上げにおいて、片方のストラットが抜けにくくなり分離のタイミングに差が見られた。このためストラットのホルダ部分の設計変更を行った。
衛星フェアリング
川崎重工が開発・製造するフェアリングで、打ち上げ時の振動や大気圏を抜けるまでの空気抵抗、空力加熱から衛星を保護するためのカバーである。アルミ合金製で、ハニカム構造の部材を両側から挟み込む形となっており、表面には白色の断熱塗料が塗布されている。チタン製のノッチボルト550本で固定されていて、分離の際に誘導線の爆発によりノッチボルトを切断して切り離す。HTVミッションには、H-IIAロケットで用いているフェアリング（5S型、12m）を3m伸ばしたHTV用フェアリング（5S-H型、15m）を用いる。1,300mmの大型のアクセスドアを設け、打上げ前にフェアリング内のHTVにアクセスできる構造とした。GTOミッションには、4/4D-LC型フェアリングによる衛星2機同時打上げを想定し、ロケット全体の設計を実施している。
H-IIBの開発で苦労したのがこの5S-H型フェアリングであった。5S型に比べて大型化したことによりかかる力が変わったため、フェアリングと第2段を接合するボルト部分が打ち上げ時に想定される荷重の1.25倍の負荷をかける荷重試験に耐えられなくなり、1回目と2回目の試験で破断が相次ぎ、3回目は第2段とフェアリングの直径が違うことにより接続部分で横に力がかかったため挙動が不安定になり試験が中止されている。H-IIBは安価な開発を目標としていたため、特注品のボルトと接合部分の大幅な設計変更は不可能であり、軽量かつ強固なフェアリングを実現するのに苦労し、4回目の試験で合格したのが打ち上げ1ヶ月前の2009年8月11日、フェアリングが完成したのは打ち上げの1週間前になってからであった。この問題の対策として、1号機では破損部および周辺部の補強と荷重をかけた時の分離面の滑りを抑制するピンの設置等を実施し、2号機には更なる分離機構の強度余裕を向上させることを目的として、分離機構の設計変更（分離ボルトの形状変更と分離機構部の構造の最適化）を実施した。
アビオニクス
2号機までは、H-IIAと同じく、RX616リアルタイムOSと32ビットMPUのV70を採用したNECが開発した誘導制御計算機を搭載していた。3号機からはJAXA情報・計算工学センターが開発した新型のTOPPERS/HRPリアルタイムOSと、NECが開発したV70より10倍高性能の64ビットMPUのHR5000を採用した新型誘導制御計算機と新型慣性センサユニットが搭載される。新型誘導制御計算機は高速・小型・軽量・モジュール化が図られており、新型MPUボードはイプシロンロケットも含んだ今後のJAXAロケットの共通基盤となる。この新しいアビオニクスはH-IIAの22号機以降にも適用される。
射点設備
移動発射台（ML）は、旧増強型対応で設計されコア位置の変更等が容易な第3移動発射台（Yoshinobu Movable Launcher 3:ML3）を改修して用い、射点は種子島宇宙センター吉信第2射点（LP2）を使用する。VABは、H2A204にも対応可能な第1整備組立棟（VAB1）を避け、第2整備組立棟（VAB2）を改修して用いる。
8号機では移動発射台開口部からの火災発生により打ち上げが中止になった。火災原因はエンジンから滴り落ちた液体酸素が開口部の耐熱材にかかり静電気が発生、着火源となり断熱材が燃焼したこと。この日の天候は風が弱く酸素の拡散が少なかったことなど。（詳細はH-IIBロケット8号機#火災事故を参照）。静電気防止対策や耐熱材の破損対策はH-IIAやH3の移動発射台にも反映される。

## 打ち上げ実績
全て種子島宇宙センター大崎射場吉信第2射点(LP-2)から打上げ。
| 機体番号         | 画像 | 打上げ日時 （日本時間）    | 成否 | 積荷                                               | 投入軌道 | 備考 |
| ---------------- | ---- | -------------------------- | ---- | -------------------------------------------------- | -------- | --- |
| 試験機 （1号機） |      | 2009年9月11日 2時1分46秒   | 成功 | 宇宙ステーション補給機 HTV技術実証機               | HTV軌道  | 計画書の予定通り延期無く打上げ。 HTV軌道に16.95トンの打ち上げ能力確認。 |
| 2号機            |      | 2011年1月22日 14時37分57秒 | 成功 | 宇宙ステーション補給機 「こうのとり」2号機（HTV2） | HTV軌道  | 1月20日の予定が天候不良により延期。 ミッション終了後に第2段の制御落下実験を行った。 |
| 3号機            |      | 2012年7月21日 11時6分18秒  | 成功 | 宇宙ステーション補給機 「こうのとり」3号機（HTV3） | HTV軌道  | 3号機から新型アビオニクス（参照）を初適用し、極低温点検は実施しない。 打ち上げは計画書の予定通り延期無く打上げ。 ミッション終了後に第2段の制御落下実験を行った。 こうのとり3号機の与圧部には、きぼうから軌道へ投入する（参照）5機のCubeSatを搭載。                                               |
| 4号機            |      | 2013年8月4日 4時48分46秒   | 成功 | 宇宙ステーション補給機 「こうのとり」4号機（HTV4） | HTV軌道  | 4号機からH-IIBの打ち上げ業務が三菱重工に移管された。 打ち上げは計画書の予定通り延期無く打上げ。 こうのとり4号機の与圧部には、きぼうから軌道へ投入する4機のCubeSatを搭載。 |
| 5号機            |      | 2015年8月19日 20時50分49秒 | 成功 | 宇宙ステーション補給機 「こうのとり」5号機（HTV5） | HTV軌道  | 8月16日の打ち上げ予定が天候不良により延期、17日も天候不良により延期。 こうのとり5号機の与圧部には、きぼうから軌道へ投入する18機のCubeSatを搭載。 また、米露の補給船打上げ失敗が相次いだことから、NASAの要請により緊急物資など約210キログラムを「レイト・アクセス」の能力を活用して追加搭載した。 |
| 6号機            |      | 2016年12月9日 22時26分47秒 | 成功 | 宇宙ステーション補給機 「こうのとり」6号機（HTV6） | HTV軌道  | 打ち上げは計画書の予定通り延期無く打上げ。 こうのとり6号機の与圧部には、きぼうから軌道へ投入する7機のCubeSatを搭載。 |
| 7号機            |      | 2018年9月23日 2時52分27秒  | 成功 | 宇宙ステーション補給機 「こうのとり」7号機（HTV7） | HTV軌道  | 9月11日の打ち上げ予定がグアム局の天候不良により延期、14日は種子島の天候不良により延期、15日はロケットの推進系統に確認を必要とする事象が生じたため打ち上げを中止、22日は種子島の天候不良により延期。                                                                                              |
| 8号機            |      | 2019年9月25日 1時5分5秒    | 成功 | 宇宙ステーション補給機 「こうのとり」8号機（HTV8） | HTV軌道  | 9月11日の打ち上げ予定が発射台の火災により中止、24日は打ち上げ後の第2段機体がソユーズ宇宙船に接近するおそれが判明したため延期。 |
| 9号機            |      | 2020年5月21日 2時31分0秒   | 成功 | 宇宙ステーション補給機 「こうのとり」9号機（HTV9） | HTV軌道  | 新型コロナウイルスの感染拡大防止の観点から、見学者の来島自粛が呼びかけられ、南種子町が管理する全ての打ち上げ見学場が閉鎖された。 |

## 想定されていた商業打ち上げ
H-IIBはHTVだけでなく静止衛星の打ち上げも想定していた。静止トランスファ軌道（GTO）への投入能力は8 tで、商業打ち上げで大きなシェアを持つアリアン5に近い能力である。アリアン5ECA型の静止トランスファ軌道へのペイロードは10 tで、2機の静止衛星を相乗りで搭載して打ち上げることが多く、H-IIBも4/4D-LC型フェアリングを使用して静止衛星を2機搭載することが想定されていた。
H-IIA202型を2機打ち上げる際の費用は合計で170億円だが、GTO投入能力は合計8.2 tでH-IIB1機とほぼ等しい。一方、H-IIB1機の予定打ち上げ費用は110億円とされており、H-IIB1機で2機の静止衛星を相乗りで打ち上げれば費用が3割から4割減となる。H-IIB3号機以降は極低温点検が省略されたことで費用が7億円削減されて、4号機からは打ち上げが三菱重工業に移管され商業打ち上げロケットの選択肢に加わることから、価格競争力の強化が期待されていた。一方、アリアン5が衛星2機の相乗り打ち上げを円滑に行えるのは多数の受注残を抱えているためであり、衛星打ち上げの受注数が少なければ衛星側の日程調整が困難になると予想されていた。

## 履歴
- 1996年（平成8年）8月 - 宇宙ステーション補給システム（HTV）及び3トン級静止衛星の打ち上げ能力を持つH-IIA増強型（LRB案）試験機の「開発研究」に着手[10]。
- 1999年（平成11年） - 宇宙開発委員会にて、平成14年度の打ち上げを目標に、平成12年度からのH-IIA増強型試験機の「開発」フェーズへの移行についての妥当性に関する評価・審査が行われ、移行が妥当であると承認された。
- 1999年（平成11年）12月 - 宇宙開発委員会にて、H-IIロケット8号機の失敗を教訓にH-IIA標準型の開発を優先することを了承。H-IIA増強型の開発は段階的に着実に実施する事としながらも「開発」着手を見送る事とし、打ち上げ目標年度の平成15年度への延期を了承[69]。
- 2001年（平成13年）8月 - 宇宙開発委員会にて、打ち上げ目標年度の平成17年度へのさらなる延期を了承[70][71]。
- 2002年（平成14年）5月10日 - 宇宙開発事業団のプレスリリースに、新たなH-IIA能力向上案（H-IIA+）の記事が載る[72]。
- 2002年（平成14年）6月 - 宇宙開発委員会にて、H-IIA標準型以上の能力を持つロケット（H-IIA増強型）を開発する場合には、H-IIA標準型を開発基盤に民間に主体性を持たせた官民共同開発を行う方針を了承。また、官民の関係者からなるH-IIA民営化作業チームを文部科学省に設置することを了承した[73]。
- 2003年（平成15年）4月 - 上記作業チームにおいて続けられてきた、従来のH-IIA増強型の開発の進め方についての見直しの検討がとりまとめられ、H-IIA増強型の開発の見直し、官民役割分担の考え方、民間を主体とした開発の進め方等についての考え方が示された。
- 2003年（平成15年）8月 - 宇宙開発委員会にて、H-IIA増強型の開発の見直し内容と根拠についての妥当性に関する評価・審査が行われ、平成19年度に試験機を打ち上げることを目標に、新たな能力向上案（H-IIA+）を基に「開発研究」フェーズに移行することが妥当であると判断され承認された[74][75][76]。
- 2005年（平成17年）7月27日 - 宇宙開発委員会にて、開発移行前審査を行い、「開発」フェーズ（基本設計フェーズ）への移行が妥当であると判断され承認された[77][注 4]。
- 2005年（平成17年）8月 - H-IIA能力向上型の名称をH-IIBロケットに変更。
- 2005年（平成17年）9月21日 - 民間を主体とした官民共同開発の枠組みに関して、JAXAとMHIの間で基本協定を締結した[29]。JAXAが基本設計や各種試験、打ち上げを担当し、詳細設計から製造までをMHIが担当する。
- 2005年（平成17年） - 基本設計、詳細設計、開発基礎試験等を実施。
- 2006年（平成18年） - 17年度作業を継続し、システム設計および開発試験等を実施。
- 2008年（平成20年） - MHI田代試験場にて厚肉タンクステージ燃焼試験（BFT）を3月12日から8月11日までに8回実施。
- 2009年（平成21年）4月 - H-IIB試験機（翌年度飛行する実機）を種子島宇宙センターの射点に据え付け、実機型タンクステージ燃焼試験（CFT）を4月2日と4月22日に実施。
- 2009年（平成21年）7月11日 - 種子島宇宙センターにおいて地上総合試験（GTV）を実施。
- 2009年（平成21年）9月11日 - 午前2時1分、H-IIB試験機（1号機）の打ち上げに成功した。ミッションはHTV技術実証機の軌道投入。
- 2012年（平成24年）9月26日 - 3号機の打上げ成功を踏まえ、4号機以後の打上げは宇宙航空研究開発機構から三菱重工業に打ち上げ業務が移管することに合意[1]。
- 2020年（令和2年）5月21日 - 午前2時31分、HTV9号機を搭載したH-IIB9号機の打ち上げに成功し、運用を終了した。

## 実物大展示モデル

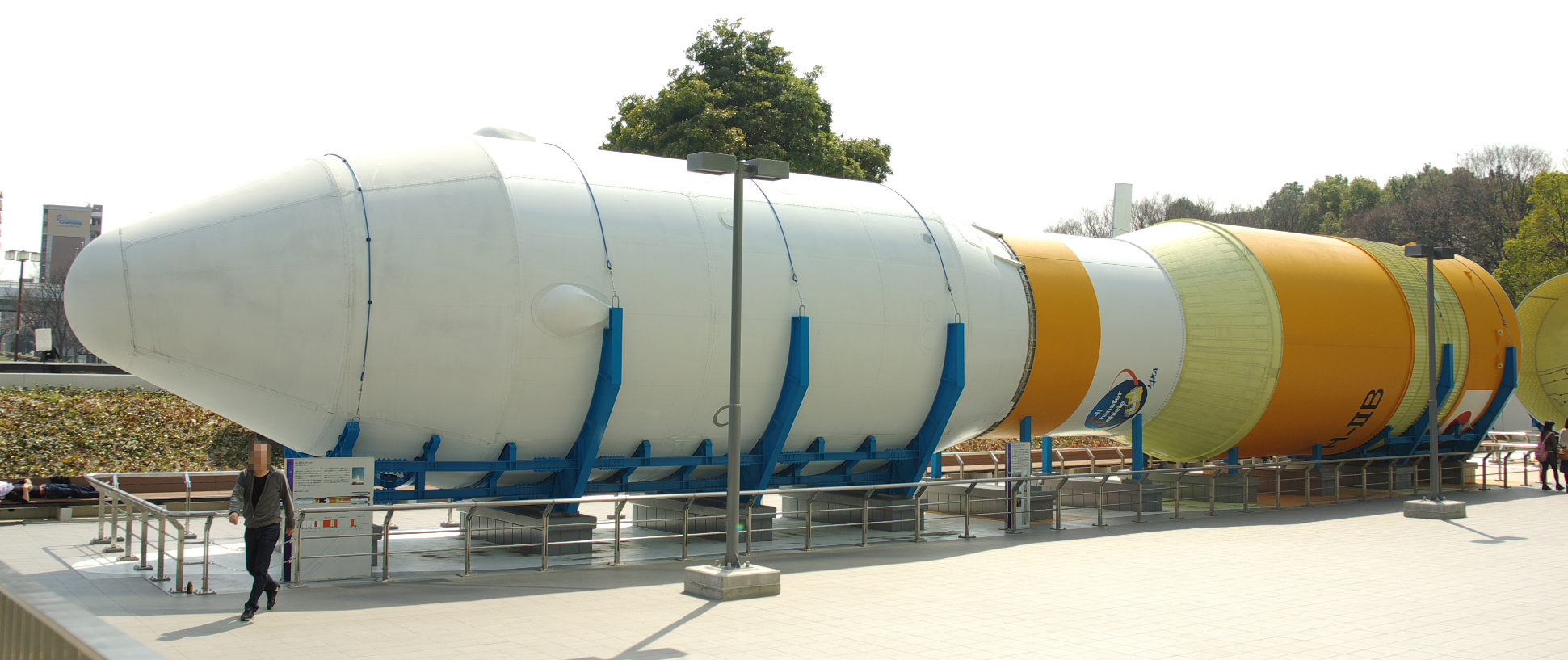
名古屋市科学館展示のH-IIBロケット試験機。
手前よりフェアリング、段間アダプター、第1段中央部

H-IIBの展示モデルは、2011年11月6日から名古屋市科学館に屋外展示されている。この機体は、構造試験に使われた試験用の機体で、第1段エンジン部、第1段液体水素タンク、第1段中央部、段間アダプター、フェアリングが試験に使われた実機で、それ以外は展示用に製作したモデルとなっている。

## 受賞
2010年4月7日に開催された第39回日本産業技術大賞において、「HTV／H－IIBロケットの開発」として、H-IIBロケットとHTVの開発に携わったJAXAと、三菱重工業、三菱電機、IHIエアロスペース、有人宇宙システム、宇宙技術開発、NEC、川崎重工業、IHI、日本航空電子工業、三菱プレシジョン、三菱スペース・ソフトウエアの11社が、次席の文部科学大臣賞を団体で受賞している。

## 後継機
H-IIBロケットは2020年5月21日の9号機打ち上げをもって退役した。後継はH3ロケットである。